# Elisabeta, Regină a României
Elisabeta a României, pseudonim literar Carmen Sylva, nume complet Elisabeth Pauline Ottilie Luise zu Wied; n. 29 decembrie 1843, Neuwied, din Ducatul Nassau — d. 18 februarie/2 martie 1916, București, din Vechiul Regat) a fost doamna, apoi regina României în timpul domniei soțului ei, Carol I al României. Patroană a artelor, fondatoare a unor instituții caritabile, poetă, eseistă și prozatoare.
Elisabeta era fiica lui Hermann, principe de Wied, un ministat german absorbit de Ducatul Nassau. În 1869 principesa Elisabeta de Wied s-a căsătorit cu domnitorul Carol I al României, devenind în 1881 prima regină a României, în urma recunoașterii țării drept regat atât de Poarta Otomană, cât și de marile Puteri Europene după Războiul de Independență a României de la 1877.

## Biografie

Carmen Sylva, Ion Jalea, Constanța

S-a născut pe 29 decembrie 1843 în castelul Monrepos din Neuwied (astăzi în unul din cele 16 state federale ale Germaniei, Renania-Palatinat) pe Rin. Prințesa Elisabeta von Wied a venit în România în 1869, la vârsta de 26 de ani, pentru a se căsători cu Prințul Carol de Hohenzollern-Sigmaringen, care a guvernat sub numele regal de Carol I al României. În acea vreme Principatul era sub tutela Imperiului Otoman. După Războiul de Independență din 1877 și Tratatul de la Berlin (1878), România a fost recunoscută ca regat în 1881 și Elisabeta a devenit prima Regină a României. Pe 4 aprilie 1881, a devenit membru de onoare al Academiei Române.
În timpul războiului din 1877, Elisabeta a înființat spitale, servicii de ambulanță și îngrijire și a procurat medicamente pentru răniți. Regina Elisabeta s-a implicat energic în sprijinirea artelor și a societății filantropice, prin intermediul cărora a încurajat doamnele din înalta societate să aibă un rol activ în strângerea de fonduri și în gestionarea actelor caritabile. Între 1889 și 1892, regina Elisabeta a fost obligată să trăiască în Italia, măsură impusă de regele Carol I deoarece era nemulțumit de insistențele soției sale de a-l căsători de principele Ferdinand cu Elena Văcărescu. În absența unui sistem de caritate, Societatea "Regina Elisabeta" a reginei, fondată în 1893, a tratat benevol circa 17.000 de pacienți pe an, a distribuit medicamente gratuite și a monitorizat starea familiilor nevoiașe.

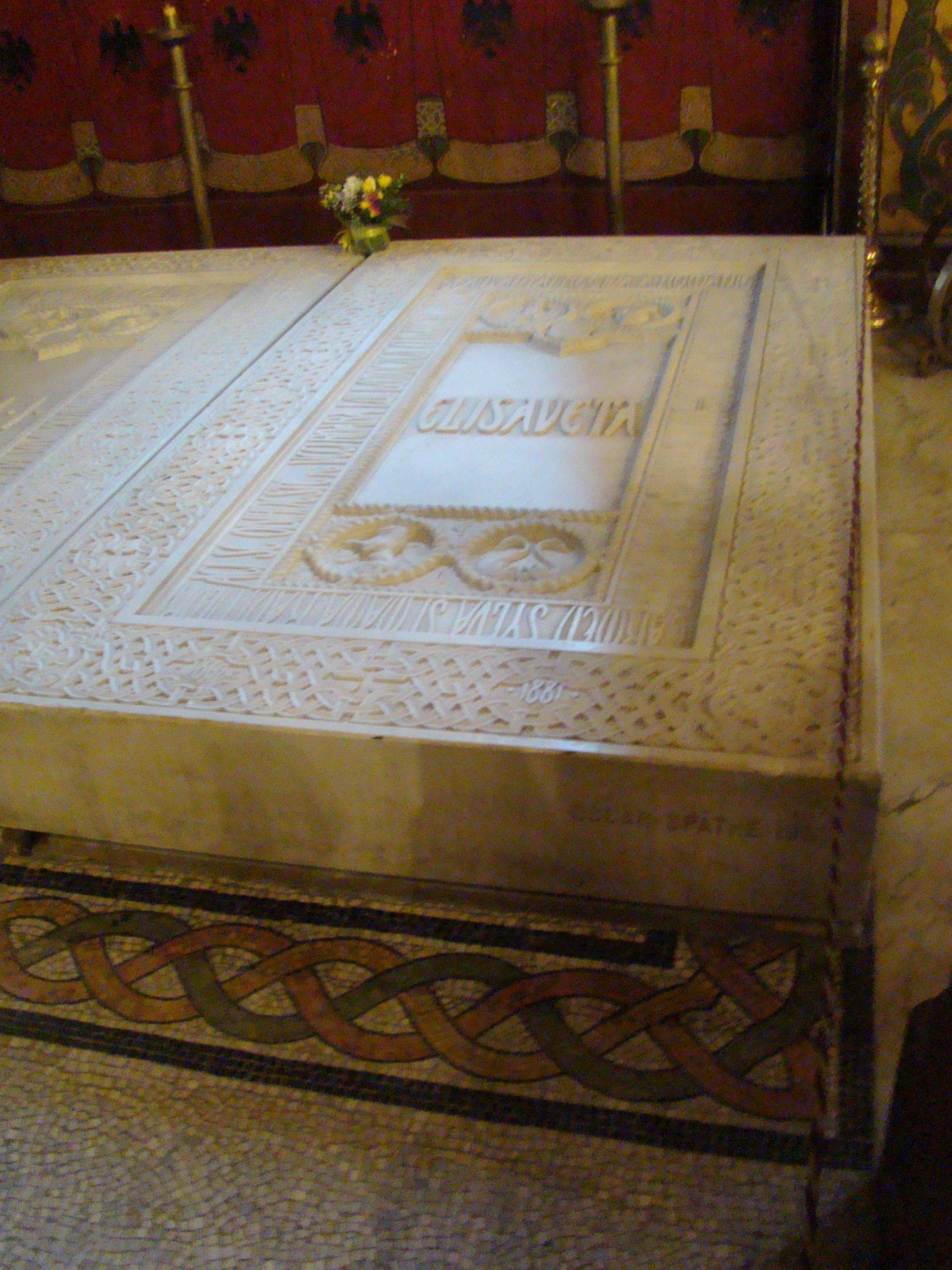
Mormântul reginei Elisabeta a României de la Curtea de Argeș

Regina a avut și inițiativa de a identifica potențialul meșteșugurilor românești. Ea însăși se înveșmânta adesea în portul național românesc, socotit până atunci strai al țăranilor, și a încurajat doamnele din suita ei să facă la fel, dându-i astfel o valoare socială deosebită. Regina a organizat la castelul regal de la Sinaia un centru de meșteșuguri naționale.
Și-a făcut o datorie din a încuraja tinerii talentați să studieze prin intermediul unui program de burse. Regina s-a înconjurat cu artiști în devenire cum ar fi George Enescu sau Elena Văcărescu și a sprijinit financiar pictorul Nicolae Grigorescu și poetul Vasile Alecsandri.
Elisabeta a fost conștientă de beneficiul major al turismului într-o țară care nu era încă în circuitul turistic internațional. A inițiat în acest domeniu o campanie susținută de publicitate pentru a-și face cunoscută în străinătate țara sa adoptivă. Trenul Orient Express făcea o haltă la Sinaia și călătorii erau găzduiți la castelul regal.
Ca parte a aceleiași campanii, România a participat la Expoziția Universală de la Paris în anii 1867, 1889 și 1900 cu multe articole lucrate tradițional de femei, cum ar fi broderii și tapițerii, iar în 1912, regina a organizat la Berlin expoziția Die Frau im Kunst und Beruf ("Femeia în artă și meșteșuguri").
Talentul său lingvistic desăvârșit a ajutat-o să publice diverse opere în limbile franceză, germană și engleză sub pseudonimul Carmen Sylva, prin lucrările sale făcând cunoscută în străinătate România; astfel a atras atenția lui Pierre Loti și Mark Twain, care evocând-o a spus despre ea: „Acea prințesă și poetă germană încântătoare, adorabilă, își aduce aminte că florile codrului și câmpiile «i-au vorbit»”.
Regina a ales pseudonimul Carmen Sylva, latinescul pentru „cântecul pădurii”, chiar la îndemnul lui Carol, pentru a delimita poeta de regină.
Regina Elisabeta a murit cu puțin timp înainte ca România să declare război Germaniei și a fost îngropată în Biserica sau Catedrala Episcopală „Adormirea Maicii Domnului” din ansamblul Mănăstirii Curtea de Argeș.

## Copilăria
A fost primul copil al familiei de Wied. În 1845 s-a născut primul frate al Elisabetei, Wilhelm al V-lea, iar câțiva ani mai târziu, Otto Nikolaus. Pentru că provenea dintr-o familie cu sânge albastru, Elisabeta a primit o educație aleasă și destul de strictă. Printre profesorii ce fuseseră instruiți să adopte un stil sever de predare, existau și dascăli de care prințesa s-a apropiat precum învățătoarea Jose. Orele de argumentație și de retorică erau favoritele Elisabetei.
În 1854, fratele mai mic al Elisabetei, Otto Nikolaus, a murit din cauza unei probleme de sănătate. Acest moment a marcat-o pe viitoarea regină a României, fapt ce poate explica blândețea față de cei sărmani.

## Relația sa cu poetul Mihai Eminescu
A fost poetă și prozatoare, o admiratoare sinceră a poetului român Mihai Eminescu, pe care l-a recompensat cu ordinul Bene Merenti, însoțit de o importantă sumă de bani. Poetul a refuzat să ridice premiul, proferând opinii antidinastice. Era o pasionată cititoare a poemelor sale, după cum rezultă dintr-o scrisoare trimisă de Titu Maiorescu lui Eminescu.
Relațiile dintre Mihai Eminescu și regele Carol I erau destul de tensionate după ce Mihai Eminescu a folosit, ca să-l caracterizeze pe rege, formula oarecum ireverențioasă: „Carol îngăduitorul” într-un editorial din gazeta conservatoare Timpul.
Publicistul de la ziarul conservator Timpul, Mihai Eminescu, era adeptul unei monarhii autoritariste, dar Constituția în vigoare dădea regelui doar puterile unei monarhii constituționale, măsură de precauție care urma să împiedice orice nouă tentativă de dictatură regală după precedentul istoric al domniei prințului pământean Alexandru Ioan Cuza.
Pseudonimul literar al reginei Elisabeta I a României era Carmen Sylva, ceea ce se traduce din limba latină prin „Cântecul pădurii”.  Maiestatea Sa se fotografia în fața mașinii de scris și este cunoscut faptul că în prima reclamă publicitară din lume de tip testimonial pentru o companie producătoare de mașini de scris apărea chiar regina României. Casa regală a României, nefiind prea bogată (a se vedea celebra poveste privind Coroana de oțel), își completa veniturile din publicitate!
A fost supranumită regina scriitoare: a scris poeme, basme, povestiri, romane, lucrări cu caracter memorialistic. A tradus din opera lui Pierre Loti. Reședința ei preferată era Castelul Peleș, unde își ținea și biblioteca. A contribuit la completarea veniturilor casei regale din România, una dintre cele mai sărace familii domnitoare din Europa, în clipa în care Principele de Hohenzollern a acceptat tronul țării, printr-o serie de reclame tipărite în marile ziare europene de tip „testimonial” pentru mai mulți producători mari de mașini de scris.
Vacanțele de vară și le petrecea la Constanța, unde chiar în port regele Carol I construise un pavilion special. De câte ori regina auzea un vapor părăsind rada portului, agita o batistă de mătase albă în direcția lui și îi recita prin portavoce un poem. După moartea reginei sindicatele navigatorilor au decis să-i ridice în fața Cazinoului din Mamaia o statuie în mărime naturală, orientată cu fața spre mare. Statuia de bronz se găsește azi într-un subsol al Muzeului de Istorie din Constanța și așteaptă să fie repusă la locul ei. Statuia a fost din nou pusa pe soclu in anul 2013, pe faleza Cazino - B-dul Elisabeta, odată cu refacerea zonei vechi peninsulare și a falezei

## Cariera de scriitoare

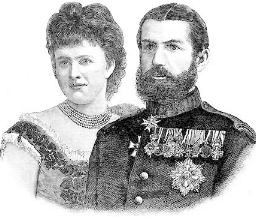
Elisabeta de Wied (Carmen Sylva) împreună cu soțul ei, regele Carol I

Regina Carmen Sylva și-a devotat întreaga viață desăvârșirii spirituale și carierei de scriitor. A scris în mai multe limbi, fiind fluentă și perfect inteligibilă în germană, franceză, engleză și română. Cunoștea la perfecție limba latină și limba greacă. A colaborat la scrierea mai multor cărți cu doamna ei de curte, Mite Kremnitz, una dintre iubitele lui Mihai Eminescu. Mite era cumnata lui Titu Maiorescu, și a devenit eroina principală a unui roman de dragoste scris de Eugen Lovinescu, Mite(1934), despre povestea de dragoste dintre cei doi, la fel de faimoasă ca relația cu Veronica Micle. Titu Maiorescu era căsătorit cu Klara Kremnitz, dar după moartea prematură a acesteia, în urma unui cancer la sân își notează în Jurnal interesul său pentru Mite. Prin intermediul lui Mite Kremnitz, Carmen Sylva l-a cunoscut pe Mihai Eminescu. Într-o scrisoare pe care Titu Maiorescu i-o trimite lui Mihai Eminescu și care conținea asigurări că volumul de Poesii îngrijit de Maiorescu și publicat în 1883 la editura Socec, acesta îi transmite poetului că la curtea de la Castelul Peleș doamnele de curte și regina însăși au învățat deja poeziile sale pe de rost!

## Activitatea de mecenat
Iubitoare și creatoare de artă și literatură, era o bună cunoscătoare și interpretă de muzică - canto, pian, orgă; avea în același timp și calități de pictor. Excelentă amfitrioană, femeie rafinată și cultă, Elisabeta creează un salon pentru oamenii de cultură în care se găsesc, printre alții, Vasile Alecsandri, Elena Văcărescu, Mite Kremnitz, Titu Maiorescu. Îi admira atât pe Mihai Eminescu, considerându-l un mare poet romantic, cât și pe George Enescu. Pe acesta l-a ajutat în drumul devenirii sale de mare compozitor, prin construirea lângă Castelul Peleș a unei săli de concerte special concepută pentru el și prin dăruirea unei viori construită de celebrul lutier italian Amati.
Azilul orbilor „Regina Elisabeta”
În 1909, Regina Elisabeta a înființat „Azilul orbilor Regina Elisabeta” pe strada Vatra Luminoasă din București, care funcționează și în prezent, acest centru având un liceu pentru cei cu deficiențe vizuale, o școală postliceală sanitară etc.
Regele Carol a sprijinit acțiunea umanitară a Reginei, adresându-i lui Ion I.C. Brătianu, Președinte al Consiliului de miniștri, pe 26 noiembrie 1909, o scrisoare prin care dorea ca statul să se implice în activitățile acestui așezământ, regele „punând la dispoziție suma de 500.000 lei pentru achitarea datoriilor în ființă și terminarea clădirilor trebuincioase”. Și Regina a adresat lui Ion I.C. Brătianu pe 25 noiembrie 1909 o scrisoare în care scria: „în via dorință de a veni în ajutorul orbilor, am luat acum câțiva ani inițiativa de a înființa un azil menit a le da adăpost statornic deprinzându-i în același timp la o muncă folositoare.(...) Sunt încredințată că acest așezământ va răspunde și în viitor menirii sale umanitare și că de-a pururea infirmii se vor bucura într-însul de o adevărată alinare” .

## Selecție din opera literară

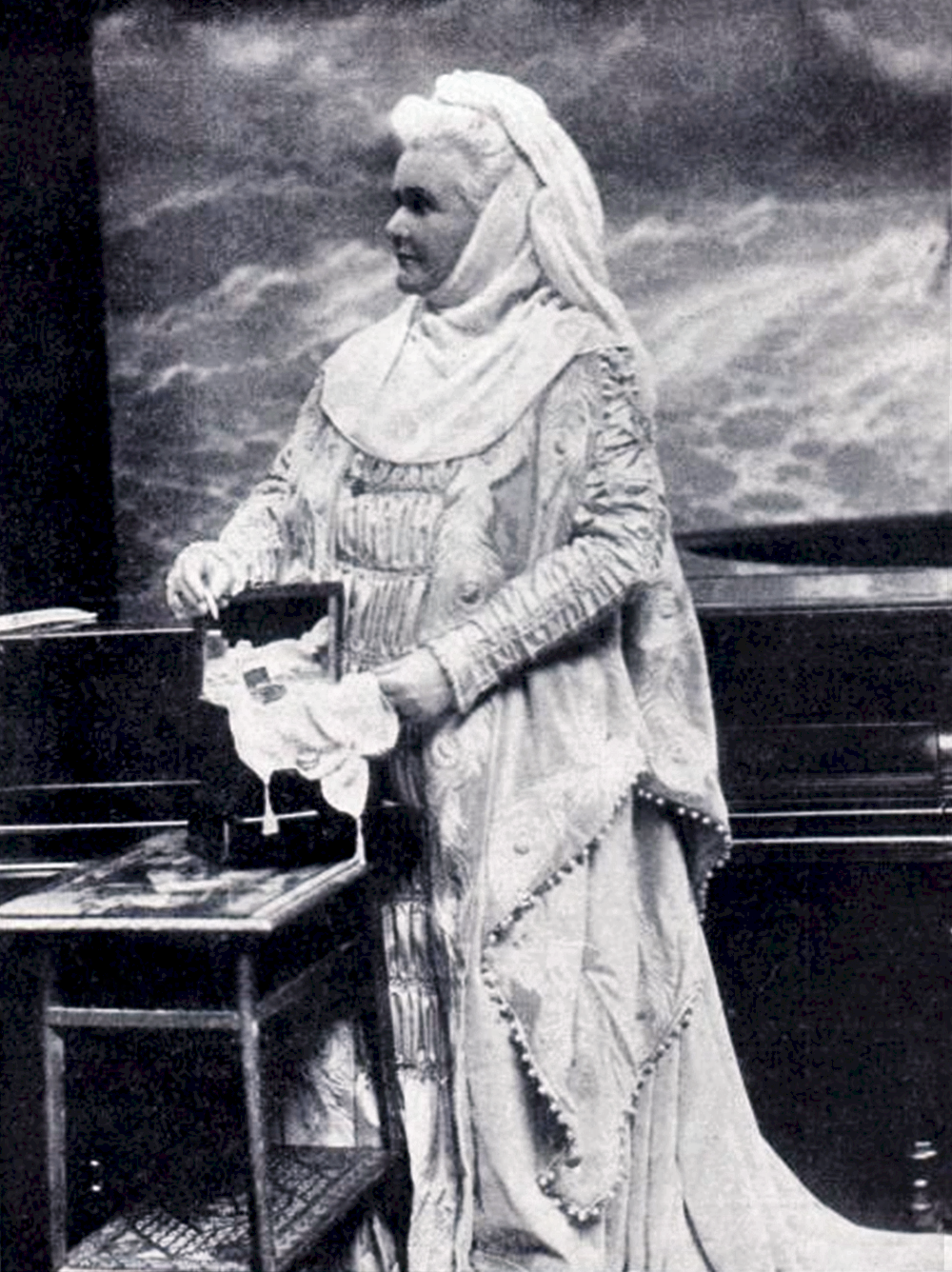
Elisabeta a României, înainte de 1914

A scris enorm, peste o mie de poezii, nouăzeci de nuvele strânse în patru volume antologice, treizeci de opere dramatice și patru romane. A scris în limba germană, uneori chiar cu caractere gotice. Opera ei a fost transpusă în limba română de Mihai Eminescu, George Coșbuc, Mite Kremnitz sau Adrian Maniu. Se poate menționa ca un fapt divers că s-a afirmat adesea că poemul Peste vârfuri al lui Mihai Eminescu ar fi doar versiunea modificată în limba română a unui poem scris în limba germană de poeta Carmen Sylva.
- Poezii românești
- Pelerinajul Dunării (1882)
- Cugetările unei regine (1882)
- O rugăciune (1883)
- Din două lumi (1884)
- Schițe (1882)
- Printre veacuri (1885), dedicat lui Vasile Alecsandri
- Astra ([[1882]]), roman scris în colaborare cu [[Mite Kremnitz]]
- Bate la ușă ([[1887]])
- Poșta militară (1887), în colaborare cu Mite Kremnitz, Bonn, 1887
- La voia întâmplării (1888), în colaborare cu Mite Kremnitz
- Poveștile Peleșului (1882)
- Robia Peleșului (1888)
- Răzbunarea și alte novele (1888)
- Deficit (1890), Bonn
- Rinul meu (1894)
- Vârful cu dor, dramă lirică scrisă în colaborare cu poetul Mihai Eminescu
- Cuibul meu
- Cântece din valea Dâmboviței
- Cugetările unei regine
- Cântecele mării

A tradus în limba germană multe din operele lui Vasile Alecsandri, de care era legată printr-o puternică prietenie literară.

## Ediții noi
- Poveștile Peleșului, ediție îngrijită de Doina David și Stela Iancea, tabel cronologic și glosar de Doina David, Timișoara: Argo, 1990.
- Poveștile Peleșului, ediție îngrijită și prefațată de Tudor Nedelcea, Craiova: Casa de editură "Nob", 1991, ISBN 973-9042-01-5.
- Insula șerpilor, povești, ediție îngrijită și prefațată de Gabriela Păsărin-Rusu, Craiova: Scrisul Românesc, 1992, ISBN 973-38-0069-4.
- Versuri alese, antologie, cronologie și prefață de Gabriel Badea-Păun, București: Eminescu, 1998, ISBN 973-22-0655-1.
- Poveștile Peleșului, cu o postfață de Mircea Coloșenco, București: Saeculum I.O., 2000, ISBN 973-96550-5-X.
- Les pensées d'une reine - Cugetările unei regine, ediție bilingvă franceză-română, traducere din limba franceză de Dumitru Scorțanu, Iași: Fides, 2001, ISBN 973-9384-62-5.
- Colțul penaților mei, traducere în românește și addenda de Dumintru Hîncu, București: Vivaldi, 2003, 2 volume, vol. I : ISBN 973-9473-34-2, vol. II: ISBN 973-9473-34-3.
- Dito și Idem (Carmen Sylva și Mite Kremnitz): Astra, roman epistolar, traducere din germană, prefață și note de Grete Tartler, București: Humanitas, 2011, ISBN 978-973-50-3351-5.
- Valuri alinate, versuri traduse de George Coșbuc, București, România Press, 2003, ISBN 973-8236-29-0.
- Poveștile unei regine (povești și poezii), București, Curtea Veche, 2012, ISBN 978-606-588-399-4.
- Fluturi sărutându-se (cugetări și poezii), prefață de Principele Radu al României, ediție îngrijită și cronologie de Gabriel Badea-Păun, cugetări traduse în românește de Doina Jela Despois, poezii în românește de George Coșbuc, Ilie Ighel Deleanu, Șt. O. Iosif, Elena Poenaru, București: Curtea Veche, 2013, ISBN 978-606-588-606-3.
- Poveștile Peleșului, ediție îngrijită și postfață de Silvia Irina Zimmermann. Ilustrații din Arhiva Princiară de Wied, București: editura Corint, 2016, ISBN 978-606-793-022-1.
- De prin veacuri. Povestiri istorice și legende populare pentru copii. Ediție îngrijită, prefață și traduceri de Silvia Irina Zimmermann, București, Editura Humanitas, 2018, ISBN 978-973-50-6265-1.
- Cuvinte sufletești. Ediție îngrijită, introducere și ilustrații de Silvia Irina Zimmermann. București: Editura Humanitas, 2022 ISBN 978-973-50-7492-0

## Studii despre Carmen Sylva
- Lucreția Carandino-Platamona, Carmen Sylva. Prima Regină a României, București, Editura Ziarului Universul, 1936.
- George Bengescu, Carmen Sylva. Viața Reginei Elisabeta, Iași, Editura Porțile Orientului, 1995, ISBN 973-96457-7-1.
- George Bengescu, Carmen Sylva. Viața ilustrată a Reginei Elisabeta. Poveștile Peleșului. Poezii, Iași: Editura Porțile Orientului, f.a., ISBN 973-7863-29-1.
- Annemarie Podlipny-Hehn, Carmen Sylva, traducere din germană de Marlen Heckmann Negrescu, Timișoara, Solness, 2001, ISBN 973-8145-52-X.
- Gabriel Badea-Păun, Carmen Sylva, uimitoarea regină Elisabeta a României (1843-1916) - traducere din franceză de Irina-Margareta Nistor, București, Editura Humanitas, 2003; a doua ediție revăzută și adăugită, 2007; a treia ediție 2008, a patra ediție 2010.
- Silvia Irina Zimmermann, Regina poetă Carmen Sylva. Literatura în serviciul coroanei, cu o prefață de A.S.R. Principele Radu al României, traducere din germană de Monica Livia Grigore, cu numeroase fotografii din Arhiva Princiară de Wied din Neuwied, București, Editura All, 2013, ISBN 978-606-587-066-6.
- Silvia Irina Zimmermann, Regele Carol I în opera Reginei Elisabeta. La 100 de ani de la moartea Regelui Carol I al României (1839-1914), imagini din Arhiva Princiară de Wied și din colecția autoarei, cuvânt înainte de ASR Principele Radu al României, prefață de Nicolae-Șerban Tanașoca, București, Editura Curtea Veche Publishing, 2014, ISBN 978-606-588-771-8.